# Cristóbal de Castilla y Guzmán
Cristóbal de Castilla y Guzmán fue un noble y militar nacido en Lima en el siglo XVII, aunque de ascendencia española.

## Biografía
Nacido en la ciudad de Lima (Perú) el 7 de septiembre de 1665, fue bautizado el 12 de octubre del mismo año en la iglesia de San Sebastián. Fue hijo de Diego de Castilla y Zamora, nacido en 1599 en Lucena (Córdoba), quien a los dieciséis años pasó al Perú para ser criado por su tío Simón de Zamora, y de Isabel Lucía del Castillo y Guzmán (nacida en Lima en 1625), hija de Pedro del Castillo y Guzmán, industrial y mercader natural de Sevilla y afincado en Perú desde 1600, y de Elvira de Virués, natural de Arcos de la Frontera (Cádiz). Fue además, sobrino por parte paterna de Cristóbal de Castilla y Zamora (1618-1683), obispo de Huamanga, arzobispo de La Plata y fundador de la Universidad Nacional de San Cristóbal de Huamanga. Asimismo, por línea paterna fue descendiente del rey Pedro I de Castilla.
Estudió en el Colegio Real de San Martín, y en su carrera militar ascendió al grado de capitán de caballos corazas del batallón de la ciudad de los Reyes en los Reales Ejércitos, por despacho expedido por Melchor de Navarra y Rocafull, duque consorte de la Palata y Virrey del Perú el 17 de junio de 1688. Además, el rey Carlos II de España le concedió el 25 de agosto de 1692 el Marquesado de Otero en compensación por los servicios prestados por su padre y por su tío a la Corona de España. Finalmente, fue caballero de la Orden de Santiago, siendo aprobadas sus pruebas de ingreso en 1702.
Contrajo matrimonio con María Ignacia de Vega y Celda, de quien no tuvo sucesión, por lo que a su muerte fue heredado por su hermano Diego de Castilla y Guzmán, titulado segundo marqués de Otero.